# James A. Compton
James A. Compton ( 1953 ) es un botánico inglés, que desarrolla actividades académicas en el Departamento de Botánica, Escuela de Ciencias Vegetales, Universidad de Reading.
Realizó expediciones botánicas a China (1989, 1995) México (1991) Corea del Sur (1993) Sudáfrica (1987, 1990).

## Algunas publicaciones
- james A. Compton, Alastair Culham. 2002. Phylogeny and Circumscription of Tribe Actaeeae (Ranunculaceae). Systematic Botany 27 (3): 502-511 doi: http://dx.doi.org/10.1043/0363-6445-27.3.502

- ---------------------, --------------------, j.g. Gibbings, s.l. Jury. 1998a. Phylogeny of Actaea including Cimicifuga (Ranunculaceae) inferred from nrDNA ITS sequence variation. Biochemical Systematics and Ecology 26: 185–197

- ---------------------, s.l. Jury. 1998b. Reclassification of Actaea to include Cimicifuga and Souliea (Ranunculaceae): phylogeny inferred from morphology, nrDNA ITS, and cpDNA trnL-F sequence variation. Taxon 47: 593–634

- La abreviatura «J.Compton» se emplea para indicar a James A. Compton como autoridad en la descripción y clasificación científica de los vegetales.[3]